# Palacio Presidencial de Guinea-Bisáu
El Palacio Presidencial de Guinea-Bisáu o Palacio de la República es la residencia oficial del Presidente de Guinea-Bisáu. 

## Historia
La estructura palaciega fue construida por Portugal en el período colonial. El último embajador portugués en el país le dio al gobierno de Guinea-Bisáu la maqueta y la memoria descriptiva de la estructura del edificio, que destaca por su tamaño. El edificio sufrió graves daños durante la guerra de 1998-1999, pero en 2013 fue completamente reconstruido y restaurado gracias a la cooperación de China tras 18 meses de trabajo técnico.

## Superficie y medidas
El complejo palaciego tiene un superficie de 2471 metros cuadrados. Cuenta con el edificio principal, residencia oficial del Presidente, que cubre un área de 1171 metros cuadrados. En la parte trasera están los edificios administrativos, que a su vez ocupan unos 1300 metros cuadrados. En total, incluyendo patios y jardines, el palacio tiene un total de 4500 metros cuadrados.